# Мелроуз (містечко, Вісконсин)
Мелроуз (англ. Melrose) — місто (англ. town) в США, в окрузі Джексон штату Вісконсин. Населення — 470 осіб (2010).

## Демографія
Згідно з переписом 2010 року, у місті мешкало 470 осіб у 157 домогосподарствах у складі 124 родин. Було 198 помешкань
Расовий склад населення:
| - 98,1 % — білих - 0,2 % — чорних або афроамериканців - 1,3 % — осіб інших рас |

До двох чи більше рас належало 0,4 %. Частка іспаномовних становила 2,3 % від усіх жителів.
За віковим діапазоном населення розподілялося таким чином: 28,9 % — особи молодші 18 років, 58,3 % — особи у віці 18—64 років, 12,8 % — особи у віці 65 років та старші. Медіана віку мешканця становила 37,7 року. На 100 осіб жіночої статі у місті припадало 117,6 чоловіків;  на 100 жінок у віці від 18 років та старших — 101,2 чоловіків також старших 18 років.
Середній дохід на одне домашнє господарство  становив 69 318 доларів США (медіана — 57 500), а середній дохід на одну сім'ю — 76 978 доларів (медіана — 69 375). Медіана доходів становила 42 083 долари для чоловіків та 30 000 доларів для жінок. За межею бідності перебувало 10,2 % осіб, у тому числі 11,7 % дітей у віці до 18 років та 14,0 % осіб у віці 65 років та старших.
Цивільне працевлаштоване населення становило 233 особи. Основні галузі зайнятості: сільське господарство, лісництво, риболовля — 18,9 %, роздрібна торгівля — 16,3 %, освіта, охорона здоров'я та соціальна допомога — 15,5 %.